# Campionati mondiali di karate 1972
La 2ª edizione dei campionati mondiali di karate si è disputata a Parigi nel 1972. Prevedeva solo due prove maschili. Alla competizione hanno partecipato 220 karateka provenienti da 22 paesi del mondo.

## Medagliere
| Posizione | Nazione     | Oro | Argento | Bronzo | Totale |
| --------- | ----------- | --- | ------- | ------ | ------ |
| 1         | Francia     | 1   | 0       | 1      | 2      |
| 2         | Brasile     | 1   | 0       | 0      | 1      |
| 3         | Regno Unito | 0   | 1       | 1      | 2      |
| 4         | Italia      | 0   | 1       | 0      | 1      |
| 5         | Singapore   | 0   | 0       | 1      | 1      |
| 5         | Jugoslavia  | 0   | 0       | 1      | 1      |

## Risultati

### Prova individuale
| Posizione | Karateka             |
| --------- | -------------------- |
| 1         | Luiz Tasuke Watanabe |
| 2         | William Higgins      |
| 3         | Guy Sauvin           |
| 3         | Schupter             |

### Prova a squadre
| Posizione | Nazione     |
| --------- | ----------- |
| 1         | Francia     |
| 2         | Italia      |
| 3         | Regno Unito |
| 3         | Singapore   |

## Fonti
- Sito della Federazione Mondiale di Karate, su wkf.net. URL consultato il 15 agosto 2007 (archiviato dall'url originale l'11 luglio 2007).